# Эйстри-Раунгау
Эйстри-Раунгау (исл. Eystri-Rangá) — река на юго-западе Исландии, знаменитая своей лососёвой рыбалкой. Длина — 65 км.
Исток реки находится к северу от стратовулкана Тиндфьядлайёкюдль, далее протекает на юго-запад и впадает в реку Тверау.
Эйстри-Раунгау является второй лососёвой рекой страны после Итри-Раунгау. В сезон 2008 года было поймано более 6600 лососей. Средний размер выловленных лососей составляет 4 кг. Рыболовный сезон на реке длится с 4 июля по 3 сентября.